# マリアノ・ポンセ

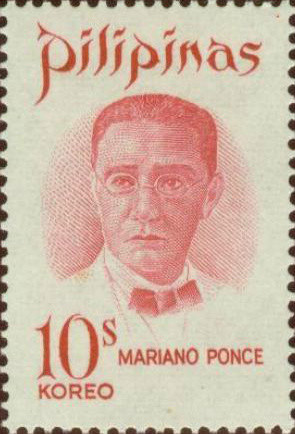
マリアノ・ポンセ（1970年にフィリピンで発行された切手）

マリアノ・ポンセ・イ・コジャンテス（Mariano Ponce y Collantes、1863年3月22日 - 1918年5月23日）は、フィリピンの革命運動家である。

## 経歴・人物
ルソン島中部のブラカン州パリワグに生まれ、1887年にスペインに渡りマドリード中央大学（現在のマドリード・コンプルテンセ大学）に留学し医学を学ぶ。在学中に同地で留学生や亡命者が多数加わったフィリピン改革運動のひとつであるプロパガンダ運動に参加し、1889年には同じく同運動に参加したマルセロ・ヒラリオ・デル・ピラールと共に後に編集長となる彼の右腕として機関紙である『ソリダリダッド』の創刊を1895年の廃刊まで携わった。
しかし翌1896年にデル・ピラールが死去したことにより、ポンセはイギリス領香港に活動拠点を移ったが同時期にフィリピン独立革命が起こったことによって支援や亡命者と共に革命期成会を結成したことに携わる。1898年には当時大統領を務めていたエミリオ・アギナルドからの要請により、武器および弾薬を調達する目的で日本に派遣された。来日後は孫文の紹介によって宮崎滔天および犬養毅らの協力により、大日本帝国陸軍の参謀本部から武器や弾薬を購入することに成功した。しかし翌1899年に上海付近の寧波沖で購入した武器や弾丸が積載された「布引丸」が暴風雨により沈没し、フィリピン革命軍に調達することは不可能となった。この事件を「布引丸事件」といい、晩年はアメリカ合衆国領となったフィリピンで同国の議会議員を1910年から2年間務めた。